# Lista de episódios de Pé na Cova
Segue abaixo a lista de episódios da série de televisão brasileira Pé na Cova, criada por Miguel Falabella e dirigida por Cininha de Paula.
| Temporada | Temporada | Episódios | Exibição Original      | Exibição Original      | Média geral |
| Temporada | Temporada | Episódios | Estreia da temporada   | Final da temporada     | Média geral |
| --------- | --------- | --------- | ---------------------- | ---------------------- | ----------- |
|           | 1         | 22        | 24 de janeiro de 2013  | 20 de junho de 2013    | 14          |
|           | 2         | 11        | 01 de outubro de 2013  | 17 de dezembro de 2013 | 16          |
|           | 3         | 14        | 08 de abril de 2014    | 08 de julho de 2014    | 15          |
|           | 4         | 12        | 29 de setembro de 2015 | 29 de dezembro de 2015 | 14          |
|           | 5         | 12        | 21 de janeiro de 2016  | 07 de abril de 2016    | 14          |

## Episódios

### 1ª Temporada (1º semestre de 2013)
| # S | # E | Título                               | Audiência Média Consolidada na Grande São Paulo (em pontos) | Exibição Original       |
| --- | --- | ------------------------------------ | ----------------------------------------------------------- | ----------------------- |
| 1   | 1   | "Os Furacões Tem Nome de Mulher"     | 17                                                          | 24 de janeiro de 2013   |
| 2   | 2   | "A Nação Laica"                      | 16                                                          | 31 de janeiro de 2013   |
| 3   | 3   | "Quero Morrer no Carnaval"           | 15                                                          | 7 de fevereiro de 2013  |
| 4   | 4   | "Toma Que o Defunto é Teu"           | 17                                                          | 14 de fevereiro de 2013 |
| 5   | 5   | "O Primeiro Homem na Lua"            | 15                                                          | 21 de fevereiro de 2013 |
| 6   | 6   | "O Lobo no Rebanho"                  | 13                                                          | 28 de fevereiro de 2013 |
| 7   | 7   | "Na Primavera da Vida"               | 14                                                          | 7 de março de 2013      |
| 8   | 8   | "A Beleza Está Nos Olhos de Quem Vê" | 14                                                          | 14 de março de 2013     |
| 9   | 9   | "A Virgem do Irajá"                  | 13                                                          | 21 de março de 2013     |
| 10  | 10  | "Freud Nunca Explicou"               | 16                                                          | 28 de março de 2013     |
| 11  | 11  | "A Ausência do Pai"                  | 16                                                          | 04 de abril de 2013     |
| 12  | 12  | "Ladrão Que Rouba Ladrão"            | 15                                                          | 11 de abril de 2013     |
| 13  | 13  | "Seria Cômico se Não Fosse Sério"    | 13                                                          | 18 de abril de 2013     |
| 14  | 14  | "O Morto de Chinó"                   | 14                                                          | 25 de abril de 2013     |
| 15  | 15  | "A Surpresa do Inesperado"           | 14                                                          | 2 de maio de 2013       |
| 16  | 16  | "Se Houver Amanhã"                   | 13                                                          | 9 de maio de 2013       |
| 17  | 17  | "O Céu Que Nos Espera"               | 13                                                          | 16 de maio de 2013      |
| 18  | 18  | "O Voo da Borboleta Monarca"         | 13                                                          | 23 de maio de 2013      |
| 19  | 19  | "O Beijo no Irajá"                   | 14                                                          | 30 de maio de 2013      |
| 20  | 20  | "A Mais Sólida Mansão"               | 14                                                          | 6 de junho de 2013      |
| 21  | 21  | "O Tal do Civismo"                   | 12                                                          | 13 de junho de 2013     |
| 22  | 22  | "A Morte é Uma Canção"               | 13                                                          | 20 de junho de 2013     |

### 2ª Temporada (2º semestre de 2013)
| # S | # E | Título                       | Audiência Média Consolidada na Grande São Paulo (em pontos) | Exibição Original      |
| --- | --- | ---------------------------- | ----------------------------------------------------------- | ---------------------- |
| 23  | 1   | "Os Miseráveis"              | 15                                                          | 1 de outubro de 2013   |
| 24  | 2   | "O Santo e o Pecador"        | 17                                                          | 8 de outubro de 2013   |
| 25  | 3   | "Vida de Bailarina"          | 16                                                          | 15 de outubro de 2013  |
| 26  | 4   | "O Dia Em Que o Irajá Parou" | 16                                                          | 22 de outubro de 2013  |
| 27  | 5   | "Mel Amargo"                 | 16                                                          | 29 de outubro de 2013  |
| 28  | 6   | "Os Equilibristas"           | 16                                                          | 5 de novembro de 2013  |
| 29  | 7   | "À Deriva"                   | 16                                                          | 12 de novembro de 2013 |
| 30  | 8   | "Inferno"                    | 17                                                          | 26 de novembro de 2013 |
| 31  | 9   | "Os Insubordinados"          | 17                                                          | 3 de dezembro de 2013  |
| 32  | 10  | "Tamanho Não é Documento"    | 16                                                          | 10 de dezembro de 2013 |
| 33  | 11  | "A Rena do Nariz Vermelho"   | 18                                                          | 17 de dezembro de 2013 |

### 3ª Temporada (2014)
| # S | # E | Título                               | Audiência Média Consolidada na Grande São Paulo (em pontos) | Exibição Original   |
| --- | --- | ------------------------------------ | ----------------------------------------------------------- | ------------------- |
| 34  | 1   | "E Deus Criou o Irajá"               | 14                                                          | 8 de abril de 2014  |
| 35  | 2   | "O Que Você Vai Ser Quando Crescer?" | 15                                                          | 15 de abril de 2014 |
| 36  | 3   | "A Insustentável Leveza da Morte"    | 16                                                          | 22 de abril de 2014 |
| 37  | 4   | "Mata-me Depressa"                   | 15                                                          | 29 de abril de 2014 |
| 38  | 5   | "A Beleza Ultrajada"                 | 16                                                          | 6 de maio de 2014   |
| 39  | 6   | "Sempre aos Domingos"                | 17                                                          | 13 de maio de 2014  |
| 40  | 7   | "A Novela Mexicana"                  | 14                                                          | 20 de maio de 2014  |
| 41  | 8   | "A Imagem Mais Bela do Mundo"        | 15                                                          | 27 de maio de 2014  |
| 42  | 9   | "A Mulher Que Morreu Duas Vezes"     | 13                                                          | 3 de junho de 2014  |
| 43  | 10  | "A Honra Perdida de Gedivan Pereira" | 13                                                          | 10 de junho de 2014 |
| 44  | 11  | "Quenda Que os Alibã Vem Aí"         | 13                                                          | 17 de junho de 2014 |
| 45  | 12  | "Nada no Bolso ou nas Mãos"          | 15                                                          | 24 de junho de 2014 |
| 46  | 13  | "O Grito no Deserto"                 | 17                                                          | 1 de julho de 2014  |
| 47  | 14  | "Futuro do Pretérito"                | 15                                                          | 8 de julho de 2014  |

### 4ª Temporada (2015)
| # S | # E | Título                           | Audiência Média Consolidada na Grande São Paulo (em pontos) | Exibição Original      |
| --- | --- | -------------------------------- | ----------------------------------------------------------- | ---------------------- |
| 48  | 1   | "Os Vivos e os Mortos"           | 15                                                          | 29 de setembro de 2015 |
| 49  | 2   | "O Rugido do Tigre"              | 13                                                          | 6 de outubro de 2015   |
| 50  | 3   | "Pobres, Loucos e Confinados"    | 13                                                          | 20 de outubro de 2015  |
| 51  | 4   | "O Tesouro da Juventude"         | 14                                                          | 27 de outubro de 2015  |
| 52  | 5   | "O Morto Mais Rico do Cemitério" | 13                                                          | 3 de novembro de 2015  |
| 53  | 6   | "A Prece"                        | 13                                                          | 10 de novembro de 2015 |
| 54  | 7   | "O Rouxinol do Imperador"        | 11                                                          | 24 de novembro de 2015 |
| 55  | 8   | "A Sagrada Família"              | 15                                                          | 1 de dezembro de 2015  |
| 56  | 9   | "O Último Baile"                 | 15                                                          | 8 de dezembro de 2015  |
| 57  | 10  | "Viagem ao Céu"                  | 13                                                          | 15 de dezembro de 2015 |
| 58  | 11  | "Estragos"                       | 14                                                          | 22 de dezembro de 2015 |
| 59  | 12  | "A Furtiva Lágrima"              | 14                                                          | 29 de dezembro de 2015 |

### 5ª Temporada (2016)
| # S | # E | Título                                   | Audiência Média Consolidada na Grande São Paulo (em pontos) | Exibição Original       |
| --- | --- | ---------------------------------------- | ----------------------------------------------------------- | ----------------------- |
| 60  | 1   | "O Silêncio dos Caranguejos"             | 14                                                          | 21 de janeiro de 2016   |
| 61  | 2   | "A Vida em Marte"                        | 15                                                          | 28 de janeiro de 2016   |
| 62  | 3   | "Revelações"                             | 15                                                          | 4 de fevereiro de 2016  |
| 63  | 4   | "O Presente das Coisas Passadas"         | 15                                                          | 11 de fevereiro de 2016 |
| 64  | 5   | "Os Deuses Olímpicos"                    | 14                                                          | 18 de fevereiro de 2016 |
| 65  | 6   | "A Margarida Tatuada"                    | 14                                                          | 25 de fevereiro de 2016 |
| 66  | 7   | "Para Não Dizer Que Não Falei de Flores" | 15                                                          | 3 de março de 2016      |
| 67  | 8   | "O Começo do Fim"                        | 13                                                          | 10 de março de 2016     |
| 68  | 9   | "Eles Matam Coelhos, Não Matam?"         | 12                                                          | 17 de março de 2016     |
| 69  | 10  | "O Ano do Macaco"                        | 13                                                          | 24 de março de 2016     |
| 70  | 11  | "A Cor do Vento"                         | 14                                                          | 31 de março de 2016     |
| 71  | 12  | "Cai o Pano"                             | 14                                                          | 7 de abril de 2016      |